# Shenzhen Longhua Open 2024
Il Shenzhen Longhua Open 2024 è stato un torneo maschile di tennis professionistico. È stata la 5ª edizione del torneo, facente parte della categoria Challenger 100 nell'ambito dell'ATP Challenger Tour 2024, con un montepremi di 134 000 $. Si è giocato dal 14 al 20 ottobre 2024 sui campi in cemento del Mission Hills International Professional Tennis Institute di Shenzhen, in Cina.

## Partecipanti

### Teste di serie
| Nazionalità   | Giocatore          | Ranking* | Testa di serie |
| ------------- | ------------------ | -------- | -------------- |
| Francia       | Arthur Cazaux      | 92       | 1              |
| Australia     | Adam Walton        | 95       | 2              |
| Regno Unito   | Billy Harris       | 106      | 3              |
| Francia       | Ugo Blanchet       | 139      | 4              |
| Stati Uniti   | Mackenzie McDonald | 151      | 5              |
| Taipei cinese | Hsu Yu-hsiou       | 183      | 6              |
| Giappone      | Yuta Shimizu       | 256      | 7              |
| Australia     | James McCabe       | 272      | 8              |

* Ranking al 30 settembre 2024.

### Altri partecipanti
I seguenti giocatori hanno ricevuto una wild card per il tabellone principale:
- Chen Xingdao
- Te Rigele
- Xiao Linang

Il seguente giocatore è entrato in tabellone come alternate:
- Mo Yecong

I seguenti giocatori sono passati dalle qualificazioni:
- Zeng Yaojie
- Ryuki Matsuda
- Zhang Tianhui
- Thomas John Fancutt
- Arthur Weber
- Mitsuki Wei Kang Leong

## Punti e montepremi
| Torneo    | Torneo              | V      | F      | SF    | QF    | 2T    | 1T    | Q | Q2  | Q1  |
| Singolare | Punti               | 100    | 50     | 25    | 14    | 7     | 0     | 4 | 2   | 0   |
| Singolare | Premi in denaro ($) | 17 650 | 10 380 | 6 140 | 3 570 | 2 105 | 1 270 | – | 635 | 320 |
| Doppio    | Punti               | 100    | 50     | 25    | 14    | –     | 0     | – | –   | –   |
| Doppio    | Premi in denaro ($) | 7 590  | 4 400  | 2 645 | 1 570 | –     | 880   | – | –   | –   |

## Campioni

### Singolare
Mackenzie McDonald hanno sconfitto in finale  Arthur Cazaux con il punteggio di 6–4, 7–6(4).

### Doppio
Pruchya Isaro /  Wang Aoran hanno sconfitto in finale  Ray Ho /  Joshua Paris con il punteggio di 7–6(4), 6–3.